# Creencias de los testigos de Jehová sobre las Naciones Unidas
Los testigos de Jehová mediante creencias y puntos de vista basadas en interpretaciones de la Biblia y afirmaciones incluidas en sus publicaciones han sostenido que la Liga de las Naciones y las Naciones Unidas se establecieron como una falsificación del Reino de Dios. Joseph F. Rutherford, último líder del movimiento de los Estudiantes de la Biblia antes de su división tras el cisma de la década de 1920 y segundo presidente de la Sociedad Watchtower, impuso esta doctrina sobre la materia en las publicaciones de la Sociedad Watchtower después de condenar públicamente en una serie de discursos y escritos a los políticos, líderes empresariales y clérigos en su apoyo a la Sociedad de Naciones. 
Hasta el día de hoy, y a pesar de diversas reinterpretaciones sobre la materia, los Testigos de Jehová aún creen según su escatología y cosmovisión sobre el Apocalipsis que las Naciones Unidas pronto destruirán todas las demás religiones y luego se volverán contra los Testigos de Jehová. Desde la perspectiva de vertientes críticas acerca del movimiento religioso, los puntos de vista sobre la materia han sido consideradas como un ejemplo sobre el alcance del fenómeno de la desinformación y las teorías de la conspiración en las sociedades contemporáneas. Sin embargo, y en el contexto de situaciones de persecución religiosa y vulneraciones al ejercicio de la libertad de culto como las ocurridas en Eritrea, Rusia y países en África y Asia[cita requerida], el cuerpo gobernante de los testigos de Jehová así como los representantes de las sucursales de los testigos de Jehová en países donde han ocurrido vulneraciones a los derechos humanos han solicitado apoyo y respaldo jurídico de los servicios de organismos de la ONU como el Departamento de Información Pública de las Naciones Unidas y el Comité de Derechos Humanos de las Naciones Unidas, situaciones que han modificado estos puntos de vista y creencias, especialmente desde 1994.

## Puntos de vista y creencias anteriores a 1975
En una asamblea de Estudiantes de la Biblia celebrada en septiembre de 1919, la prensa local informó de los comentarios de  Rutherford sobre la Sociedad de Naciones: "Declaró una Sociedad de Naciones formada por las fuerzas políticas y económicas, movidas por el deseo de mejorar a la humanidad mediante el establecimiento de la paz. y la abundancia lograría un gran bien, y luego afirmó que el desagrado del Señor seguramente caerá sobre la Liga, porque el clero, católico y protestante, ha abandonado su plan y respaldado la Sociedad de las Naciones, aclamándola como la expresión política. del reino de Cristo en la tierra". La opinión de Rutherford fue sostenida de manera similar por otros expositores premilenialistas de esa época.
La revista del entonces movimiento de los estudiantes de la biblia La edad de Oro se refirió al "político profesional" y los "poderes financieros" y el "clero" como una "trinidad impía" en apoyo de la Sociedad de Naciones y predijo su desaparición: "Dado que estas dos clases [políticos y financiera] se supone que son hombres mundanos que nunca afirmaron haber hecho un pacto con Dios, él no podría interferir con ellos por un tiempo, pero principalmente debido al otro miembro de la trinidad impía—el clero—Dios indica que no lo hará. permite que perdure la Liga de las Naciones y la liga de las iglesias". En 1930, Rutherford publicó el folleto Prohibición y la Liga de las Naciones — Nacidos de Dios o del diablo, ¿cuál? La prueba bíblica que concluía: "Aquí está la declaración positiva e incondicional de Jehová Dios de que ni la Liga de las Naciones ni ninguna otra combinación de hombres y gobiernos tendrá nada que ver con el establecimiento de su reino y el establecimiento de la paz y la justicia. Es el reino de Dios, y no del hombre; y que los hombres asuman hacer lo que Dios ha declarado que hará es un pecado grave y presuntuoso. La organización de la nación que intente adelantarse a Dios y presuntuosamente intente establecer una regla u organización y llamarla el reino de Dios sufrirá un severo castigo.” 
En un discurso pronunciado el 20 de septiembre de 1942, Nathan Knorr, el tercer presidente de la Sociedad, afirmó que las Naciones Unidas recién formadas eran la bestia salvaje de color escarlata del Apocalipsis que sería montada por la mujer "Babilonia", que Knorr identificó como "la organización religiosa con sede en la Ciudad del Vaticano".
En 1963, y bajo el entonces liderazgo de Nathan Knorr,  los Testigos de Jehová adoptaron una resolución que establece el punto de vista oficial en su escatología sobre las Naciones Unidas .  La resolución se publicó en el número del 15 de noviembre de 1963 de La Atalaya . En 24 asambleas celebradas a lo largo del año, un total de 454.977 asistentes a la convención adoptaron la resolución. 
Con respecto a las Naciones Unidas, el párrafo 5 de esa resolución establece que "las naciones rechazaron además la rendición de su soberanía al reino mesiánico de Dios al establecer... las Naciones Unidas, . . . Esta organización internacional defiende la soberanía mundial de los hombres políticos. Durante años, hombres sin fe en el reino de Dios se han esforzado por lograr que todas las personas adoren esta imagen internacional de la soberanía política humana como la mejor esperanza para la paz y la seguridad terrenales, de hecho, la última esperanza para la humanidad. A la fecha 111 naciones han rendido culto a esta imagen política haciéndose miembros de ella. Sin embargo, nosotros, como testigos del Dios Soberano Jehová, continuaremos negándonos a participar en tal adoración idólatra".
Esta posición sirvió además para reforzar diversas afirmaciones y creencias que justificaban las predicciones y profecías sobre 1975, aprovechando el contexto político y sociocultural de la época, tales como el auge de la subcultura hippie, las hambrunas en países subdesarrollados, la guerra de Vietnam, la crisis política en Chile en el periodo 1972-1973, entre otros acontecimientos en el marco de la guerra fría.

## Interpretaciones posteriores a las predicciones y profecías sobre 1975
A pesar del fiasco de las profecías y predicciones sobre 1975, y del cisma posterior en la organización, publicaciones de los testigos de Jehová aún sostienen la creencia que las Naciones Unidas son la "imagen de la bestia salvaje" a la que se hace referencia en Apocalípsis 13:1-18 y el cumplimiento de la "cosa repugnante que causa desolación" de Mateo 24:15.  De acuerdo a testimonios de víctimas de abuso eclesiástico, las creencias y puntos de vista sobre la materia se han utilizado frecuentemente en sus publicaciones y reuniones como un mecanismo de disciplina congregacional para justificar su oposición a los movimientos LGBTIQ+ y a las denuncias de las víctimas de abuso eclesiástico y abuso sexual, así como también como justificación y defensa pública para su doctrina sobre la expulsión. Los Testigos de Jehová creen que Dios usará las fuerzas políticas, incluidas las Naciones Unidas, para destruir la "religión falsa",  donde todas las religiones institucionalizadas, excepto los Testigos de Jehová, serán destruidas, a lo que se refieren como el comienzo de la gran tribulación . Creen además que después de que se destruyan todas las demás religiones, "una coalición de naciones" se volverá contra los testigos de Jehová para destruirlos,  pero que Jehová intervendrá y destruirá todos los elementos políticos mundanos.  Creen que este acto de intervención divina marca el comienzo del Armagedón .
No obstante, las posiciones de los Testigos de Jehová posteriores a 1994, han variado en atención a doctrinas bíblicas sobre la autoridad, en el contexto de situaciones de persecución religiosa en el contexto de dictaduras de facto y situaciones de conflictos armados.   En la práctica, y a pesar de su escepticismo, los testigos de Jehová ven a la organización de las Naciones Unidas como ven a otros organismos gubernamentales del mundo, como autoridades superiores que existen con el permiso de Dios, según su interpretación de Romanos 13:1-2 .

## Relaciones jurídicas de los testigos de Jehová con la ONU y el sistema de Naciones Unidas (1992-actualidad)
A pesar de su posición pública sobre la ONU y el sistema de Naciones Unidas, en febrero de 1992, la corporación administrativa de los Testigos de Jehová, la Sociedad Watchtower, obtuvo la adhesión formal como organización no gubernamental (ONG) del Departamento de Información Pública de las Naciones Unidas (UN/DPI). La Sociedad Watchtower solicitó la rescisión de la asociación en octubre de 2001, y el DPI desvinculó a la ONG el 9 de octubre después de que The Guardian informara sobre el asunto. Una carta de la ONU/DPI fechada el 4 de marzo de 2004 establece: "El propósito principal de la asociación de organizaciones no gubernamentales con el Departamento de Información Pública de las Naciones Unidas es la redifusión de información para aumentar la comprensión pública de los principios, actividades y logros de las Naciones Unidas y sus Organismos". La carta explicaba que "al aceptar la asociación con DPI, la organización acordó cumplir con los criterios de asociación, incluido el apoyo y el respeto de los principios de la Carta de las Naciones Unidas y el compromiso y los medios para llevar a cabo programas de información efectivos con sus constituyentes y a una audiencia más amplia sobre las actividades de la ONU". El sitio oficial señala además que la asociación con el Departamento de Información Pública de las Naciones Unidas "no constituye su incorporación al sistema de las Naciones Unidas, ni da derecho a las organizaciones asociadas o a su personal a ningún tipo de privilegios, inmunidades o estatus especial".
Las sucursales de los testigos de Jehová en diversos países han presentado acciones judiciales al Comité de Derechos Humanos de las Naciones Unidas y a la Tribunal Europeo de Derechos Humanos sobre sanciones contra las actividades de sus miembros, particularmente en las exrepúblicas soviéticas y en países de Asia y África, y en el contexto de dictaduras de facto y conflictos armados. Entre abril de 2013 y principios de abril de 2016, los testigos de Jehová presentaron 48 apelaciones ante el Comité de Derechos Humanos de las Naciones Unidas, quejándose de que los castigos y persecución política por difundir sus creencias violan el Pacto Internacional de Derechos Civiles y Políticos.